# 马热伊基艾
马热伊基艾（讀音ⓘ）是立陶宛泰尔希艾县馬熱伊基艾區内的城市，位于文塔河畔，邻近拉脱维亚边境，人口32,470人（2020年）。

## 友好城市
- 波蘭普沃茨克
- 白俄羅斯新波洛茨克
- 拉脫維亞薩爾杜斯
- 爱沙尼亚派德
- 捷克哈维若夫
- 丹麦馬里博
- 乌克兰莱贝丁
- 奥地利利岑
- 德国哈弗尔贝格